# Copa América 2018 (beach soccer)
La Copa América di Beach Soccer 2018 è la seconda edizione della Copa América.
Il torneo è ospitato dal Perù nel distretto asiatico, a circa 100 km a sud della capitale, Lima, tra il 3 e il 10 marzo. L'evento si svolge in collaborazione con gli organizzatori locali, la Federazione peruviana di calcio (FPF).
Le partite sono state seguite da oltre 3,5 milioni di persone grazie all'uso di Facebook Live da parte del FPF per trasmettere i giochi in tutto il mondo, per la gioia del CONMEBOL che ha affermato che le cifre dimostrano la continua crescita del beach soccer sotto il suo investimento.
Il Brasile è il detentore del titolo ed è riuscito nella difesa dello stesso nella ripetizione della finale del passato anno.

## Squadre partecipanti
Hanno preso parte alla competizione tutti e 10 i paesi affiliati al CONMEBOL.
- Argentina
- Bolivia
- Brasile
- Cile
- Colombia

- Ecuador
- Paraguay
- Perù
- Venezuela
- Uruguay

## Sede
Una sede è stata utilizzata nel distretto asiatico, nella provincia di Cañete.
- Un'arena appositamente costruita è stata eretta nel centro sportivo della località turistica, El Boulevard de Asia, ospitando tutte le partite,[3] con una capacità di 1,000 posti.[8]

## Sorteggio
Il sorteggio per dividere le dieci squadre in due gruppi di cinque si è svolto il 15 febbraio nel distretto asiatico del Perù presso il Centro Deportivo del Boulevard Asia.
Le squadre sono state ordinate in base alla loro classifica finale nella precedente edizione della Copa América di Beach Soccer 2016.
Inizialmente, due squadre sono state assegnate automaticamente ai gruppi:
Gruppo A: come padroni di casa,  Perù
Gruppo B: come migliori in graduatoria, il  Brasile
Le restanti otto squadre sono state divise in quattro urne da due in base alla loro graduatoria, in ordine dai migliori nel Pot 1, fino ai più bassi collocati nel Pot 4. Da ogni urna, una squadra è stata inserita nel gruppo A e l'altra squadra è stata inserita nel gruppo B.

### Pot 1
- Paraguay
- Venezuela

### Pot 2
- Uruguay
- Cile

### Pot 3
- Bolivia
- Colombia

### Pot 4
- Ecuador
- Argentina

## Fase a gironi
Le prime due squadre di ciascun gruppo sono passate alle semifinali. Le squadre che terminavano dal terzo al quinto continuavano a giocare nelle partite di consolazione contro le squadre che finivano nella stessa posizione nell'altro gruppo per determinare il loro piazzamento finale.
Ogni squadra guadagna tre punti per una vittoria nei tempi regolamentari, due punti per una vittoria nei tempi supplementari, un punto per una vittoria ai calci di rigore e nessun punto per una sconfitta. Le classifiche delle squadre in ciascun gruppo sono determinate come segue (Regolamento Articolo 6.2):
- punti ottenuti in tutte le partite di gruppo;

Se due o più squadre sono uguali sulla base del suddetto criterio, le loro classifiche sono determinate come segue:
- punti ottenuti nelle partite di gruppo tra le squadre interessate;
- differenza reti nelle partite di gruppo tra le squadre interessate;
- numero di goal segnati nelle partite del girone tra le squadre interessate;
- differenza reti in tutte le partite di gruppo;
- numero di goal segnati in tutte le partite del girone;
- numero minore di cartellini rossi;
- numero minore di cartellini gialli;
- sorteggio eseguito dalla CONMEBOL.

Le partite sono state giocate all’ora locale di Lima, EST (UTC-5).

### Gruppo A
| Pos | Squadra   | G | V | W+ | WP | P | GF | GS | DG  | Pt | Qualificazione       |
| --- | --------- | - | - | -- | -- | - | -- | -- | --- | -- | -------------------- |
| 1   | Uruguay   | 4 | 2 | 0  | 1  | 1 | 16 | 14 | +2  | 7  | Finali               |
| 2   | Ecuador   | 4 | 1 | 1  | 1  | 1 | 25 | 18 | +7  | 6  | Finali               |
| 3   | Bolivia   | 4 | 1 | 1  | 0  | 2 | 24 | 23 | +1  | 5  | Piazzamento 5º posto |
| 4   | Perù (H)  | 4 | 1 | 0  | 0  | 3 | 23 | 22 | +1  | 3  | Piazzamento 7º posto |
| 5   | Venezuela | 4 | 1 | 0  | 0  | 3 | 13 | 24 | −11 | 3  | Piazzamento 9º posto |

| Squadra 1 | Risultato              | Squadra 2 |
| --------- | ---------------------- | --------- |
| Uruguay   | 3-1 Report             | Venezuela |
| Bolivia   | 8-7 dts Report         | Perù      |
| Bolivia   | 5-2 Report             | Uruguay   |
| Ecuador   | 4-4 dts 4-3 dcr Report | Perù      |
| Venezuela | 6-4 Report             | Bolivia   |
| Uruguay   | 4-4 dts 2-1 dcr Report | Ecuador   |
| Ecuador   | 9-3 Report             | Venezuela |
| Uruguay   | 7-4 Report             | Perù      |
| Ecuador   | 8-7 dts Report         | Bolivia   |
| Perù      | 8-3 Report             | Venezuela |

### Gruppo B
| Pos | Squadra   | G | V | W+ | WP | P | GF | GS | DG  | Pt | Qualificazione       |
| --- | --------- | - | - | -- | -- | - | -- | -- | --- | -- | -------------------- |
| 1   | Brasile   | 4 | 4 | 0  | 0  | 0 | 34 | 9  | +25 | 12 | Finali               |
| 2   | Paraguay  | 4 | 2 | 0  | 1  | 1 | 29 | 22 | +7  | 7  | Finali               |
| 3   | Argentina | 4 | 2 | 0  | 0  | 2 | 13 | 17 | −4  | 6  | Piazzamento 5º posto |
| 4   | Cile      | 4 | 1 | 0  | 0  | 3 | 13 | 34 | −21 | 3  | Piazzamento 7º posto |
| 5   | Colombia  | 4 | 0 | 0  | 0  | 4 | 14 | 21 | −7  | 0  | Piazzamento 9º posto |

| Squadra 1 | Risultato              | Squadra 2 |
| --------- | ---------------------- | --------- |
| Brasile   | 7-2 Report             | Colombia  |
| Paraguay  | 10-1 Report            | Cile      |
| Brasile   | 4-0 Report             | Argentina |
| Cile      | 6-5 Report             | Colombia  |
| Argentina | 6-5 Report             | Cile      |
| Paraguay  | 6-6 dts 4-3 dcr Report | Colombia  |
| Brasile   | 13-1 Report            | Cile      |
| Paraguay  | 7-5 Report             | Argentina |
| Brasile   | 10-6 Report            | Paraguay  |
| Argentina | 2-1 Report             | Colombia  |

## Piazzamenti

### Finale 9º-10º posto
| Squadra 1 | Risultato              | Squadra 2 |
| --------- | ---------------------- | --------- |
| Colombia  | 4-4 dts 2-1 dcr Report | Venezuela |

### Finale 7º-8º posto
| Squadra 1 | Risultato              | Squadra 2 |
| --------- | ---------------------- | --------- |
| Perù      | 4-4 dts 2-1 dcr Report | Cile      |

### Finale 5º-6º posto
| Squadra 1 | Risultato  | Squadra 2 |
| --------- | ---------- | --------- |
| Argentina | 6-2 Report | Bolivia   |

## Finali

### Semifinali
| Squadra 1 | Risultato   | Squadra 2 |
| --------- | ----------- | --------- |
| Brasile   | 6-2 Report  | Ecuador   |
| Paraguay  | 11-3 Report | Uruguay   |

### Finale 3º-4º posto
| Squadra 1 | Risultato  | Squadra 2 |
| --------- | ---------- | --------- |
| Uruguay   | 7-4 Report | Ecuador   |

### Finale
| Squadra 1 | Risultato  | Squadra 2 |
| --------- | ---------- | --------- |
| Brasile   | 7-3 Report | Paraguay  |

## Classifica finale
| Pos | Team      |
| --- | --------- |
| 1   | Brasile   |
| 2   | Paraguay  |
| 3   | Uruguay   |
| 4   | Ecuador   |
| 5   | Argentina |
| 6   | Bolivia   |
| 7   | Perù      |
| 8   | Cile      |
| 9   | Colombia  |
| 10  | Venezuela |

Fonte:BSWW Archiviato il 24 febbraio 2018 in Internet Archive.

## Fase a gironi

### Girone A
| Pos | Team      | G | V | V+ | VR | P | GF | GS | +/- | P |
| --- | --------- | - | - | -- | -- | - | -- | -- | --- | - |
| 1   | Perù      | 0 | 0 | 0  | 0  | 0 | 0  | 0  | 0   | 0 |
| 2   | Venezuela | 0 | 0 | 0  | 0  | 0 | 0  | 0  | 0   | 0 |
| 3   | Uruguay   | 0 | 0 | 0  | 0  | 0 | 0  | 0  | 0   | 0 |
| 4   | Bolivia   | 0 | 0 | 0  | 0  | 0 | 0  | 0  | 0   | 0 |
| 5   | Ecuador   | 0 | 0 | 0  | 0  | 0 | 0  | 0  | 0   | 0 |

### Girone B
| Pos | Team      | G | V | V+ | VR | P | GF | GS | +/- | P |
| --- | --------- | - | - | -- | -- | - | -- | -- | --- | - |
| 1   | Brasile   | 0 | 0 | 0  | 0  | 0 | 0  | 0  | 0   | 0 |
| 2   | Paraguay  | 0 | 0 | 0  | 0  | 0 | 0  | 0  | 0   | 0 |
| 3   | Cile      | 0 | 0 | 0  | 0  | 0 | 0  | 0  | 0   | 0 |
| 4   | Colombia  | 0 | 0 | 0  | 0  | 0 | 0  | 0  | 0   | 0 |
| 5   | Argentina | 0 | 0 | 0  | 0  | 0 | 0  | 0  | 0   | 0 |

## Piazzamenti

### Finale 9º-10º posto
| Squadra 1 | Risultato | Squadra 2 |
| --------- | --------- | --------- |
|           |           |           |

### Finale 7º-8º posto
| Squadra 1 | Risultato | Squadra 2 |
| --------- | --------- | --------- |
|           |           |           |

### Finale 5º-6º posto
| Squadra 1 | Risultato | Squadra 2 |
| --------- | --------- | --------- |
|           |           |           |

## Finali

### Semifinali
| Squadra 1 | Risultato | Squadra 2 |
| --------- | --------- | --------- |
|           |           |           |
|           |           |           |

### Finale 3º-4º posto
| Squadra 1 | Risultato | Squadra 2 |
| --------- | --------- | --------- |
|           |           |           |

### Finale
| Squadra 1 | Risultato | Squadra 2 |
| --------- | --------- | --------- |
|           |           |           |